# Watsonidia reimona
Watsonidia reimona là một loài bướm đêm thuộc phân họ Arctiinae, họ Erebidae.